# サッカー選手のものまねタレント一覧
サッカー選手のものまねタレント一覧（サッカーせんしゅのものまねタレントいちらん）は、サッカー選手のものまねをネタにしているものまねタレントの一覧である。
また、レパートリーにサッカー選手のものまねがあるものまねタレントも含む。

## あ行
- 浅野ちあき - 香川真司
- アモーレ橋本 - 長友佑都
- オオシロ大魔神 - 浅野拓磨
- オーバメヤン佐々木 - 冨安健洋
- 鴛海友輔（トランスミッター） - 宇佐美貴史、堂安律

## か行
- 蛾野正洋 - 昌子源
- GABEZ - チーム内全選手紹介
- キャプテン鈴木 - 長谷部誠
- 空閑雄太（バイオニ） - 乾貴士
- クロワッサン。[1] - 酒井宏樹
- こにわ - 中山雅史

## さ行
- サブローラモ - マルアン・フェライニ、エディンソン・カバーニ、ヴァイッド・ハリルホジッチ、モハメド・サラー、ラモス瑠偉
- 下地孝明（九州男子”） - 東口順昭、伊東純也
- じゅんいちダビッドソン - 本田圭佑
- 菅谷直弘（カカロニ） - 佐々木翔
- スミちゃん（がじゅまる） - 三浦知良

## た行
- 谷+1。 - 東口順昭
- ディエゴ（ストロベビー） - ディエゴ・マラドーナ
- ディエゴ・加藤・マラドーナ - ディエゴ・マラドーナ、川島永嗣

## な行
- 長田健作 - 吉田麻也
- 西島拓斗[2] - 柴崎岳

## は行
- ばしゃーん雅之 - 原口元気
- フルカウント千葉 - 遠藤保仁

## ま行
- 三浦カズノコ - 三浦知良
- みどりかわたけし - 槙野智章、杉岡大暉
- 水永優成（九州男子”） - 酒井高徳、南野拓実
- むらせ - 植田直通、宇佐美貴史、本田圭佑

## や行
- よし（トキヨアキイ） - 大迫勇也
- 吉田佳介 - 中島翔哉

## ら行
- ロメロ山下 - リオネル・メッシ、フランク・ランパード

## わ行
- Wasse - 安西幸輝